# Kepler-395 c
Kepler-395 c, precedentemente conosciuto come KOI-2650.01, è un esopianeta che orbita attorno alla stella nana rossa Kepler-395. Scoperto con il metodo del transito nell'ambito della Missione Kepler, si trova a circa 889 anni luce dalla Terra, nella costellazione del Cigno.

## Caratteristiche
Il pianeta ha un raggio 1,3 volte quello terrestre e orbita in circa 35 giorni attorno alla sua stella madre, una piccola e fredda nana rossa avente una massa del 53% di quella del Sole. Il semiasse maggiore della sua orbita è di 0,177 UA  inizialmente si pensava fosse situato nell nella zona abitabile del sistema, il Planetary Habitability Laboratory di Arecibo stimò una temperatura di equilibrio di 264 K, tuttavia successivamente alla scoperta, avvenuta nel 2014, la stella è risultata più distante di quanto realmente fosse, e quindi intrinsecamente più luminosa. Uno studio di Torres e colleghi del 2017 ha indicato una temperatura di 340 K e una quantità di radiazione che raggiunge il pianeta più doppia rispetto a quella che riceve la Terra dal Sole, ed è quindi fuori da zona abitabile della stella.